# Simon Pierre Moëssard
Simon Pierre Moëssard, né le 13 mai 1781 à Paris, où il est mort le 22 septembre 1851, est un acteur de théâtre, régisseur général du Théâtre de la Porte Saint-Martin.

## Biographie
Fils d'un perruquier, Simon Pierre Moëssard commence par travailler dans la boutique de son père. Il commence sa carrière d'acteur dans divers théâtres parisiens, provinciaux et étrangers : Théâtre Molière, Théâtre du Marais, Bordeaux, Turin, Gênes, Naples... En 1817 il est engagé au théâtre de la Porte Saint-Martin. Il joue souvent des seconds rôles qui le font qualifier de « l'illustre, l'onctueux, le gros, le paternel, le vénérable Moëssard ». Il devient régisseur général du théâtre. 
En 1841 il reçoit le Prix Montyon de l'Académie Française (5 000 francs) qui  récompense « une longue carrière consacrée à la pratique des devoirs et des nobles actions ». Maxime Du Camp évoque l'acteur, ainsi que ses actions de bienfaisance, dans La Vertu en France qu'il publie en 1887.
Moëssard est membre de la Société des artistes jusqu'en 1850. 
Il meurt, à 70 ans, après une longue maladie, dans la maison de santé du docteur Dubois.

## Rôles
- Antony, drame, 1831.
- Bartholo dans Almaviva et Rosine de Jean-Baptiste Blache, Théâtre de la Porte Saint-Martin ; création : 19 avril  1817[7],[8].
- Les amours de Faublas, Théâtre de la Porte Saint-Martin, 1835.
- La Duchesse de la Vaubalière, Théâtre de la Porte Saint-Martin, 1836.
- Le marquis de Montefior dans Don César de Bazan, drame de Dumanoir et Adolphe d'Ennery ; création : 30 juillet 1844, Théâtre de la Porte-Saint-Martin.